# Сан-Маркус (залив)
Сан-Ма́ркус (порт. Baía de São Marcos) — бухта Атлантического океана у северо-восточных берегов бразильского штата Мараньян.
Бухта Сан-Маркус представляет собой узкий залив приблизительно 100 км в длину и 16 км в ширину. В залив стекаются несколько рек: Грахау, Меарим и Пиндаре. Меарим известен своими приливными волнами (pororoca).
Остров Сан-Луис, также известный как остров Мараньян, отделяет залив Сан-Маркос от залива Сан-Хосе на востоке. На острове находится Сан-Луис, административный центр штата Мараньян.